# HIP 11915 b
HIP 11915 b (بالإنجليزية: HIP 11915 b)‏ هو كوكب خارج المجموعة الشمسية، في كوكبة قيطس، يتبع HIP 11915 ‏.

## الاكتشاف
اكتشف في 30 يونيو 2015.